# Анталкид
Анталкид (? — 367 до н. э.) — спартанский военный деятель и дипломат.
В 393 (или 392) году до н. э. был отправлен к Тирибазу, персидскому наместнику в Сардах, чтобы подорвать дружественные в то время отношения между Персией и Афинами, предложив признать персидские претензии на греческие города в Малой Азии.
В 388 году до н. э. Анталкид, тогда уже командующий флотом, был отправлен для помощи Персии в войне с Афинами. Успех той морской операции неподалёку от Геллеспонта был настолько велик, что Афины были вынуждены принять условия Анталкидова мира.